# St. Josefs-Hospital Wiesbaden

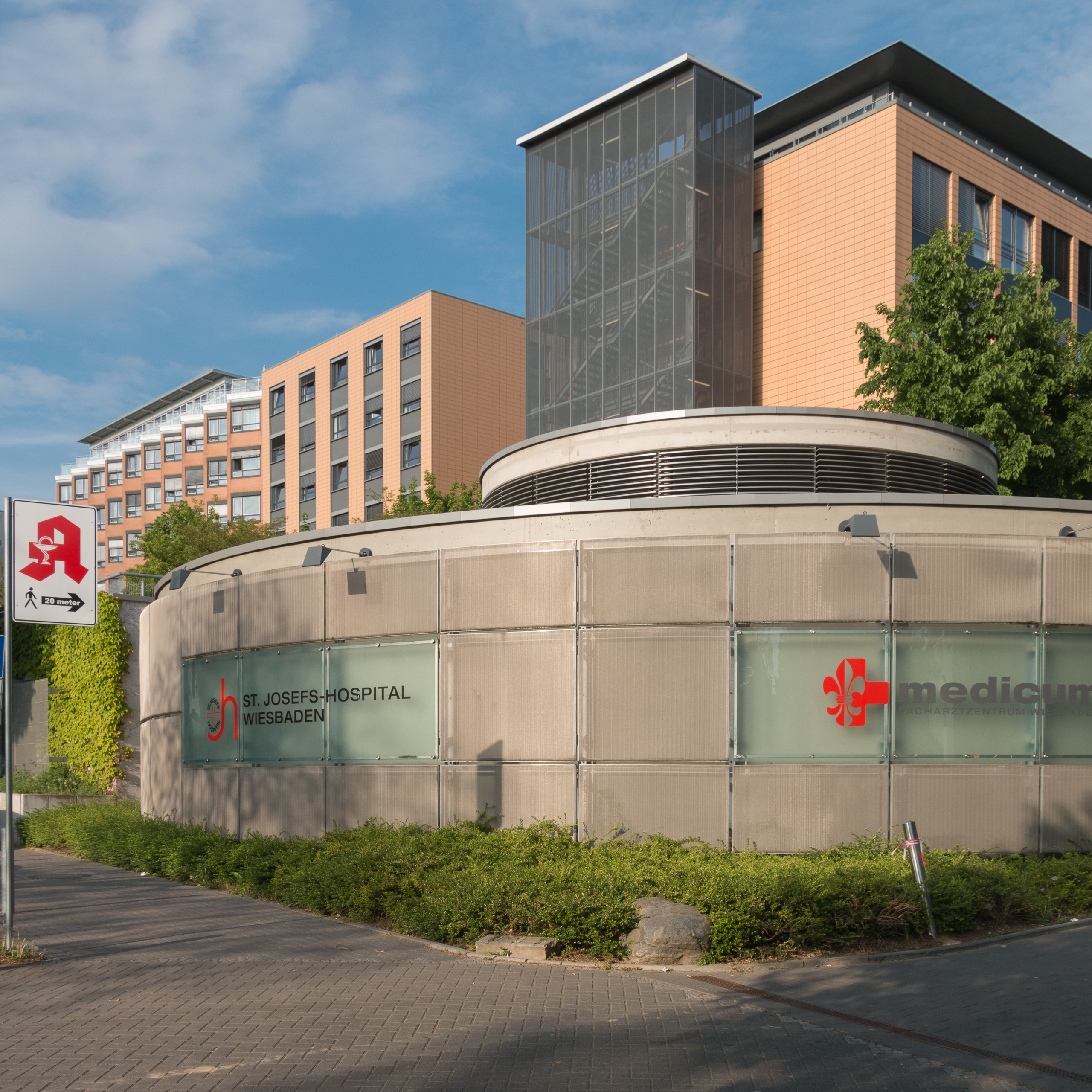
Das St.-Josefs-Hospital und das danebenliegende Ärztehaus Medicum

Das St. Josefs-Hospital (kurz JoHo genannt) ist ein Akutkrankenhaus in der hessischen Landeshauptstadt Wiesbaden. Es wurde am 25. November 1876 gegründet und verfügt heute über zwölf medizinische Fachabteilungen mit 531 Betten. Alleiniger Anteilseigner ist die St.-Josefs-Hospital-Wiesbaden-Stiftung. Die Klinik hat etwa 1.000 Mitarbeiter, die jährlich rund 23.000 Patienten stationär sowie rund 36.000 ambulant behandeln.

## Geschichte
Im Jahr 1853 wurde infolge einer Epidemie im nassauischen evangelischen Wiesbaden von den katholischen Ordensschwestern der Armen Dienstmägde Jesu Christi mit Krankenpflegetätigkeit begonnen. Schon 1857 wurde diese Tätigkeit nach Verlautbarungen des „Ärztevereins“ sehr positiv aufgenommen. Mit der Unterstützung des Vinzenzvereins sowie ehemaliger evangelischer Patientinnen konnte die Zahl der Schwestern bis zum Jahr 1862 auf sieben wachsen. Schließlich konnte an der Friedrichstraße ein eigenes Haus erworben werden, das in dem folgenden deutsch-französischen Krieg 1870/71 zunächst als Lazarett dienen musste.
Am 25. November 1876 wurde das Krankenhaus gegründet und der erste stationäre Patient aufgenommen. Bereits im Jahr 1892 erfolgte der Umzug in einen für damalige Verhältnisse großzügigen Neubau am (heutigen) Langenbeckplatz, das ab 1890 vom Wiesbadener Architekten Wilhelm Bogler geplant und ausgeführt wurde. Das ehemalige Haus wurde als „Hospiz zum Heiligen Geist“ weitergenutzt. Im neuen Haus wurden unter anderem die Chirurgen Bernhard von Langenbeck und Friedrich Cramer tätig, der durch die von ihm entwickelte „Cramer-Schiene“ bekannt wurde. Nachdem das Hospital im Ersten Weltkrieg erneut als Lazarett genutzt wurde, begann nach dem Krieg der Aufbau neuer Fachabteilungen. Eine eigene Gynäkologie wurde eingerichtet, 1925 eine eigene Wöchnerinnenstation eingeweiht. Durch den Ausbau der Kapazitäten wurde es 1930 erstmals notwendig, neben den Ordensschwestern weltliche Pflegerinnen einzustellen.
Im Zweiten Weltkrieg versorgte das Krankenhaus die Zivilbevölkerung der Stadt. Im Februar 1945 wurde das Hospital durch Bombenabwürfe stark beschädigt. Die Schäden konnten erst Ende der 1950er Jahre endgültig behoben werden. Mittlerweile war das Krankenhaus aber erneut zu klein für die gestiegenen Bedürfnisse, so dass ein Neubau geplant und im Jahr 1965 eingeweiht wurde. Als erstes Krankenhaus der Bundesrepublik wurde hier das aus den USA stammende Pflegekonzept der Gruppenpflege eingeführt.
Träger ist seit der Auflösung des „Filialinstituts der Armen Diestmägde Jesu Christi“ die St. Josefs-Hospital Wiesbaden GmbH, die aus der pflegerischen Tätigkeit der Dernbacher Schwestern – der „Armen Dienstmägde Jesu Christi“ – in Wiesbaden hervorgegangen. Das Haus ist als rechtlich selbstständiger Krankenhausbetrieb Tochtergesellschaft der St. Josefs-Hospital Wiesbaden Stiftung. Die rechtliche Vertretung der GmbH obliegt den Geschäftsführern Martin Bosch (Vors.) und Thomas Reckmeyer. Zur Gesellschafterversammlung bzw. dem Verwaltungsrat der Stiftung zählen unter anderen eine Vertreterin des Ordens der „Armen Dienstmägde Jesu Christi“ (Dernbacher Schwestern) sowie der katholische Stadtdekan von Wiesbaden oder dessen Stellvertreter.
Zum 1. September 2012 übernahm die St. Josefs-Hospital Wiesbaden GmbH die Otto-Fricke-Krankenhaus Paulinenberg GmbH als Tochtergesellschaft. Das Otto-Fricke-Krankenhaus ist eine Fachklinik für Geriatrie und Orthopädie mit Standorten in Bad Schwalbach und Wiesbaden. Der Standort Wiesbaden befindet sich seit März 2013 am St. Josefs-Hospital Wiesbaden.
Am 25. März 2014 wurde der Konvent der Armen Dienstmägde Jesu Christi im St. Josefs-Hospital verabschiedet und von der Provinzleitung der ADJC (Dernbach/ Westerwald) aufgelöst. Die „Dernbacher Schwestern“ haben fast 160 Jahre im Joho in Wiesbaden gewirkt.
Seit dem 1. Januar 2016 hat das St. Josefs-Hospital Wiesbaden die Trägerschaft für das Rüdesheimer Krankenhaus, das seitdem St. Josefs-Hospital Rheingau heißt, übernommen.

## Medizinische Abteilungen
Entnommen der Internetseiten:
1. I. Medizinische Klinik
  1. Kardiologie
  2. Internistische Intensivstation
  3. 24h-Herzkatheterlabor
2. II. Medizinische Klinik
  1. Gastroenterologie
  2. Onkologie
  3. Stoffwechselerkrankungen
  4. Immunologische Ambulanz
3. Allgemein- und Viszeralchirurgie
4. Koloproktologie
5. Gefäßchirurgie
6. Gynäkologie und Geburtshilfe
7. Anästhesie und Intensivmedizin
8. HNO
9. Radiologie, Strahlentherapie, Nuklearmedizin
10. Orthopädische Klinik
11. Unfallchirurgie, Hand-, Schulter- und Ellenbogenchirurgie
12. Wirbelsäulenzentrum
13. Ästhetische Chirurgie

## Forschung und Lehre
Das St.-Josefs-Hospital ist ein akademisches Lehrkrankenhaus der Johannes-Gutenberg-Universität, Mainz (Rheinland-Pfalz, Deutschland).

## Persönlichkeiten
- Hubert Abel, ab 1965 Chefarzt der Medizinischen Klinik